# European Model United Nations
European Model United Nations (EuroMUN) är en årlig konferens med FN-organ och andra organisationer inom världspolitiken som hålls i Maastricht, Nederländerna och arrangeras av FN:s studentorganisation i Maastricht: UNSA, en ideell organisation som består av studenter från Maastrichts universitet. EuroMUN äger rum i maj varje år i Maastricht kongresscentrum (MECC).

## Historia
Sedan den första konferensen arrangerades av en grupp internationella studenter 2008 har EuroMUN vuxit till att bli den näst största Model United Nations konferens på universitetsnivå i Europa. EuroMUN organiseras och drivs av studenter med olika akademisk bakgrund främst från Maastricht University. Under 2011 hade EuroMUN mer än 550 deltagare från 53 olika länder och från över 110 universitet och andra högre läroanstalter.

## Hållna konferenser
Den första konferensen (EuroMUN 2008) hölls i olika delar av Maastrichts universitet. Konferensen flyttades från och med EuroMUN 2010 till MECC på grund av det tilltagande antalet deltagare.